# Чарская, Ирина Алексеевна
Ирина Алексеевна Чарская (5 июля 1923 года, Владикавказ — 2015,  Ростов-на-Дону) — советский и российский художник. Заслуженный художник РСФСР (1967).

## Биография

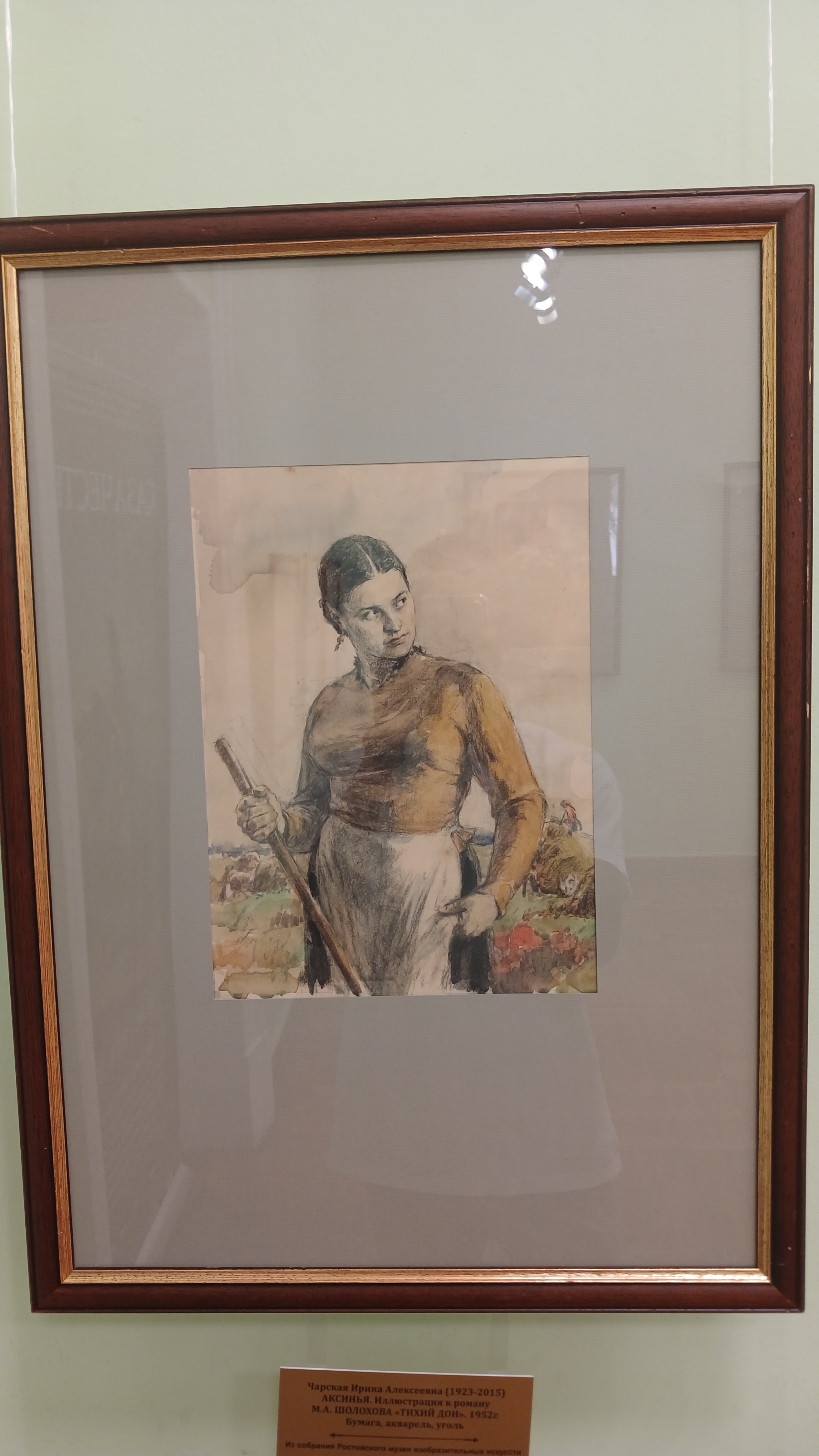
«Аксинья», бумага, акварель, уголь

Родилась в семье военнослужащего. Школьные годы прошли в Ростове-на-Дону, где она начала своё художественное образование. Рисовать любила с детства. В 1947 году И. А. Чарская поступила в Ленинградский художественный институт имени И. Е. Репина и успешно окончила его в 1952 году. Преподаватели: Рудаков Константин Иванович, Пахомов Алексей Федорович. Уже в дипломной работе Ирины Алексеевны отразились наиболее характерные черты дарования. В качестве работы были выбраны иллюстрации к «Тихому Дону» М. А. Шолохова. Работа экспонировалась на Всесоюзной выставке дипломных работа студентов художественных вузов и получила высокую оценку рецензентов. По окончании института Ирина Алексеевна возвращается в Ростов-на-Дону, и все её творчество непрерывно связано с родным городом.
Чарская всю жизнь прожила на красивейшей земле Дона, ей были близки свободолюбивый дух казачества, его история и быт.

## Творчество
Ирина Алексеевна проявила себя как блестящий иллюстратор книг: «Тихий Дон», «Поднятая целина» и других книг, вышедших в Ростиздате и Москве. Книга для Ирины Алексеевны всегда была единым художественным целым, в котором неотделимы друг от друга все элементы оформления — от обложки, шрифта до иллюстрации.
Пейзажист лирического склада (картины «Ферапонтово», «Старая Ладога»), график, портретист. Делегат всех семи съездов Союза художников СССР и России. Автор персональных выставок в Москве (1980), Львове, Ростове-на-Дону (1995). Участник Международных выставок графики в Венеции (1972) и Банска Быстрице (1973). Награждена многочисленными грамотами и дипломами за книжные иллюстрации.
Ирина Алексеевна — мастер акварели, которая в её исполнении часто комбинируется с карандашом, углем, гуашью, создавая гармонию цветовых отношений и нюансов. Наряду с графикой, Чарская много занимается живописью. Работы И. А. Чарской находятся в Ростовском, Ивановском, Архангельском, Владикавказском, Ставропольском музеях изобразительных искусств, в Государственным Шолоховском музее в станице Вёшенской, в различных краеведческих музеях России, в различных музеях Европы, а также в европейских и российских частных коллекциях.
1952—2010 — ежегодное участие в ростовских городских, областных, а также зональных, республиканских, Всесоюзных и международных выставках;
1953 — Чарская вступает в Союз Художников СССР, становится членом правления в Ростове-на-Дону;
1957 — участвует в выставке произведений художников РСФСР. Получает Диплом 1-й степени за иллюстрации к рассказу А. Толстого «Гадюка»;
1962 — участие во Всероссийском конкурсе на лучшую книгу. Диплом 1-й степени за иллюстрации к книге А. Калинина «Цыган»;
1967 — получает звание «Заслуженный художник РСФСР»;
1972 — участвует в 2 Триеннале ксилографии в музее ксилографии Уго де Карпи в Венеции.
В 2013 году награждена медалью «За доблестный труд на благо Донского края».

## Семья
Муж: Евгений Чарский;
Дети: Чарский Алексей Евгеньевич — российский художник-плакатист, книжный иллюстратор; Чарский Сергей Евгеньевич — архитектор;
Внуки: Евгений Чарский — известный российский графический дизайнер; Чарский Денис Сергеевич.
Правнуки: Чарская Анастасия Денисовна, Чарская Александра Евгеньевна, Чарская Виктория Денисовна, Чарский Алексей Евгеньевич, Чарская Евгения Евгеньевна